# Северен гигантски буревестник
Северен (Macronectes halli) е вид птица от семейство Procellariidae.

## Разпространение и местообитание
Разпространен е в Антарктида, Аржентина, Австралия, Бразилия, Чили, Фолкландски острови, Френски южни и антарктически територии, Нова Зеландия, Южна Африка, Южна Джорджия и Южни Сандвичеви острови и Уругвай.